# Elektrosprejová ionizace

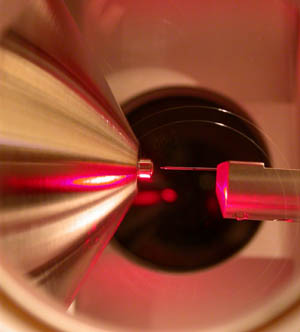
Elektrosprejový ionizační zdroj

Elektrosprejová ionizace (ESI) je ionizační technika v hmotnostní spektrometrii, která k tvorbě iontů využívá elektrosprej, ve kterém je na kapalinu aplikováno vysoké elektrické napětí, čímž se utvoří aerosol. Tato metoda je vhodná k ionizaci makromolekul, protože překonává tendence těchto molekul k fragmentaci při ionizování. ESI se od ostatních způsobů ionizace (například matricí asistované laserové desorpce/ionizace (MALDI) liší tím, že může vytvářet ionty s vícenásobným nábojem, čímž rozšiřuje oblast molekulových hmotností sloučenin, které lze analyzovat (kDa až MDa).
Hmotnostní spektrometrie využívající ESI se nazývá hmotnostní spektrometrie s elektrosprejovou ionizací (ESI-MS) nebo, méně často, elektrosprejová hmotnostní spektrometrie (ES-MS). ESI patří mezi „měkké“ ionizační metody, protože u ní dochází jen k minimální fragmentaci. Toto může být výhodné tím, že jsou téměř vždy pozorovány molekulové ionty, nevýhodou je malé množství informací o struktuře, které lze získat z jednoduchého spektra. Tuto nevýhodu lze vyrovnat spojením ESI a tandemové hmotnostní spektrometrie (ESI-MS/MS).
Elektrosprejová ionizace byla popsána v roce 1984. Za rozvoj jejího využití k analýze biologických makromolekul získal John Bennett Fenn v roce 2002 Nobelovu cenu za chemii.

## Historie

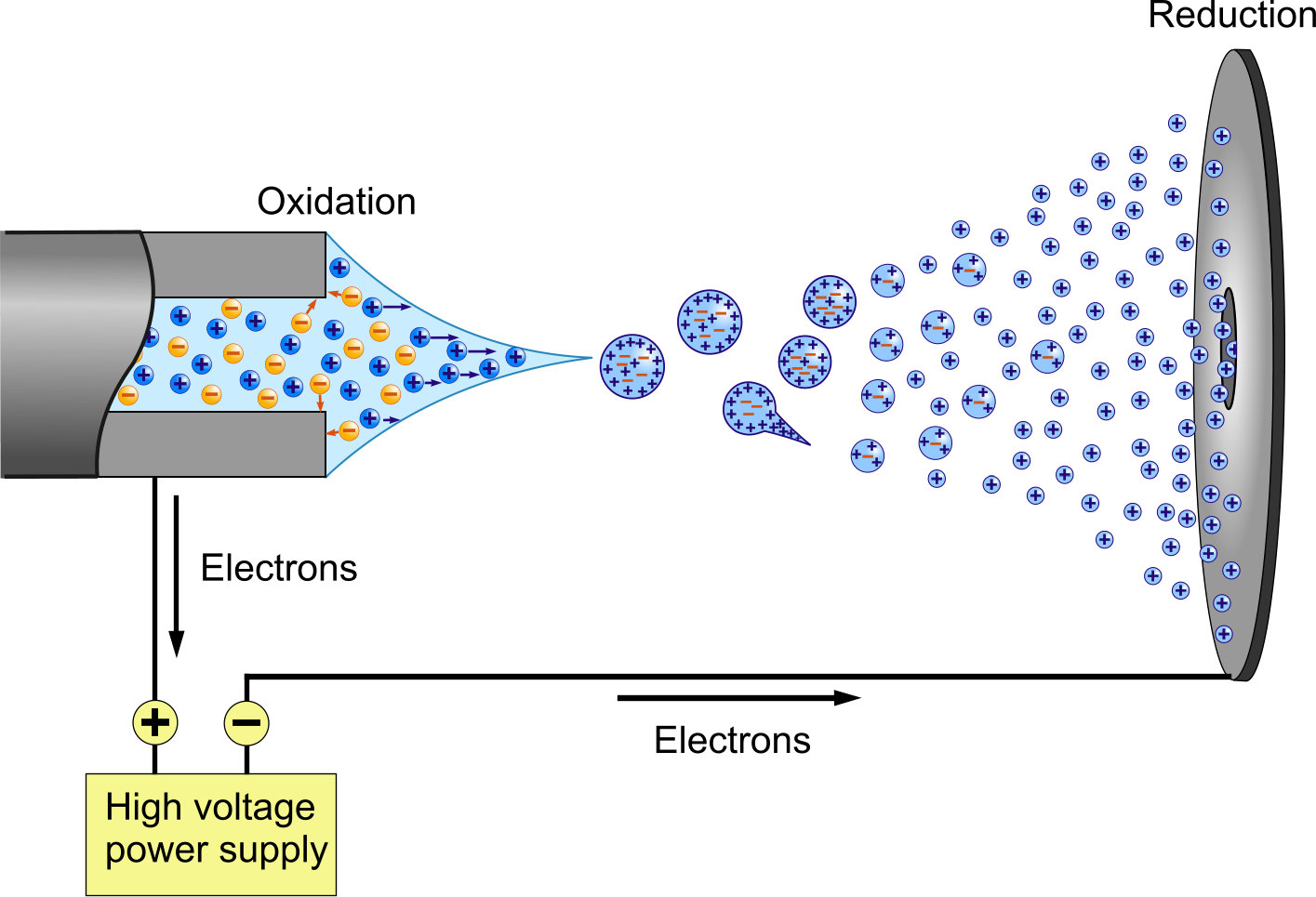
Diagram elektrosprejové ionizace v pozitivním režimu: Taylorův kužel za vysokého napětí vytváří proud kapek. Z kapek se postupně odpařuje rozpouštědlo, díky čemuž se zvětšuje jejich náboj. Jakmile náboj přesáhne Rayleigovu mez, tak dojde k rozpadu kapky, čímž vznikne proud (kladných) iontů.

V roce 1882 Lord Rayleigh teoreticky odhadl největší náboj, který může být na kapce před jejím rozpadem na proud kapaliny. Ten se označuje jako Rayleighova mez.
V roce 1914 John Zeleny prozkoumal vlastnosti kapek na koncích skleněných kapilár a našel možnost existence několika režimů elektrospreje.
Ve 20. letech 20. století se výzkumem elektrospreje zabývali C. T. Wilson a Geoffrey Ingram Taylor, stejně jako J. J. Nolan, a v roce 1931 zveřejnil práci na toto téma W. A. Macky.
Geoffrey Ingram Taylor vyvinul elektrosprejový kužel (nyní nazývaný Taylorův kužel).
První propojení elektrosprejové ionizace s hmotnostní spektrometrií popsal Malcolm Dole roku 1968.
John Bennett Fenn získal v roce 2002 Nobelovu cenu za chemii za rozvoj hmotnostní spektrometrie s elektrosprejovou ionizací v 80. letech 20. století.

## Mechanismus ionizace

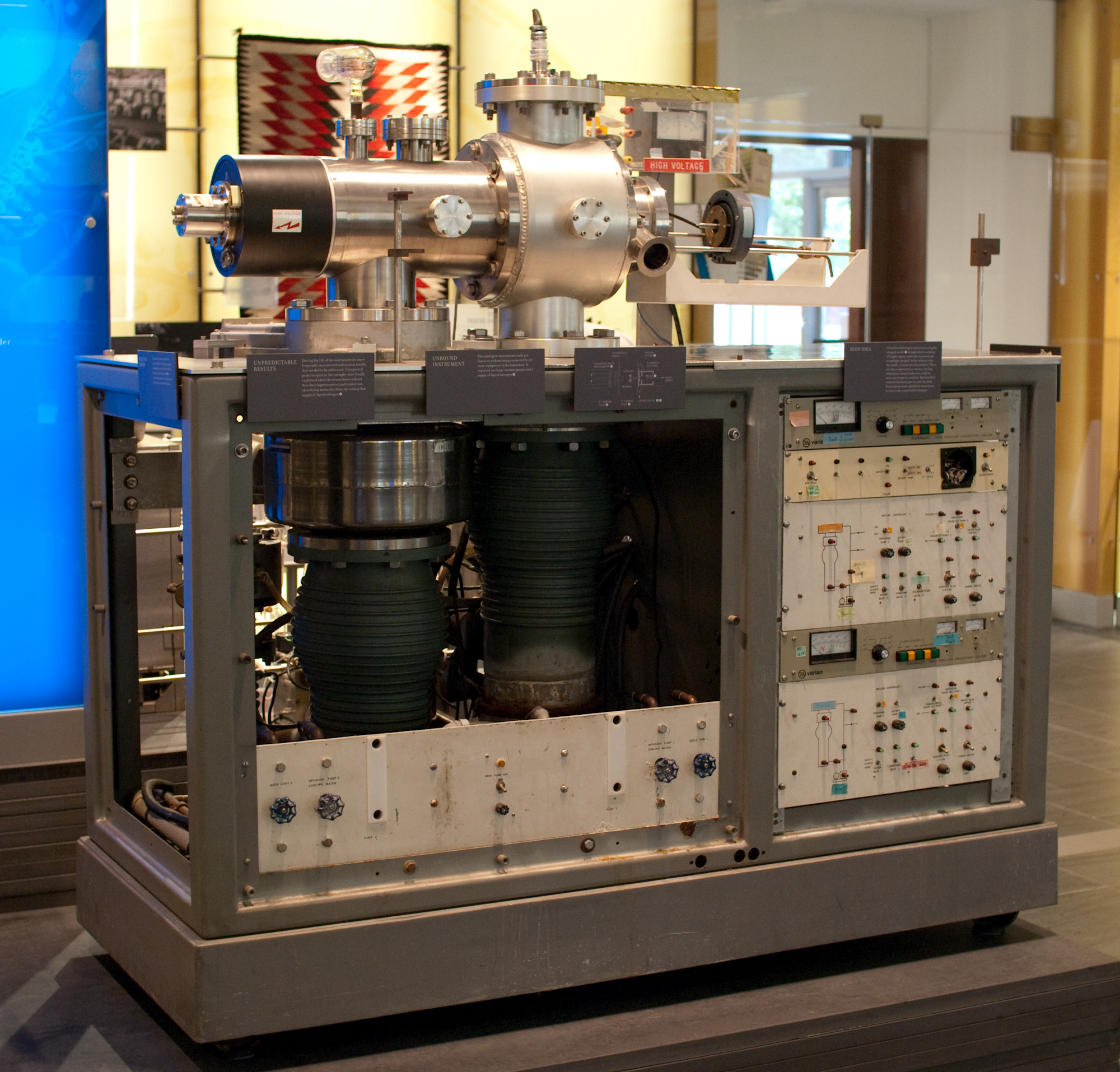
Fennův první elektrosprejový zdroj iontů propojený s kvadrupólovým hmotnostním spektrometrem

Kapalina obsahující zkoumané analyty se elektrosprejem rozptyluje do podoby jemného aerosolu. Jelikož se při tvorbě iontů prudce odpařuje rozpouštědlo, tak se rozpouštědla pro elektrosprejovou ionizaci obvykle připravují smícháním vody s těkavou organickou sloučeninou (například methanolem nebo acetonitrilem). Aby se zmenšila velikost kapek, tak se do vzorků často přidávají sloučeniny zvyšující elektrickou vodivost, jako je kyselina octová. Tyto látky také slouží jako zdroje protonů usnadňující ionizaci. Vysokoprůtokové elektrospreje mohou být rozprašovány zahřátým inertním plynem, například dusíkem nebo oxidem uhličitým, který se za vysoké teploty aplikuje do ESI zdroje. Aerosol se aplikuje do první vakuové komory hmotnostního spektrometru kapilárou s rozdílem potenciálů okolo 3000 V, která může být zahřívána, aby se usnadnilo odpařování rozpouštědla z nabitých kapek. Rozpouštědlo se odpařuje tak dlouho, dokud se kapky nestanou nestabilními kvůli dosažení Rayleighovy meze. V tuto chvíli se kapky v důsledku elektrostatického odpuzování souhlasných nábojů začnou rozpadat. V tomto okamžiku u kapek dojde ke coulombovskému štěpení, kdy původní kapky 'explodují' za vzniku mnoha menších a stabilnějších. U nich se po odpaření rozpouštědla objevují další coulombovská štěpení. Během štěpení kapky ztrácejí část hmotnosti (1,0 až 2,3 %) a náboje (10 až 18 %).
Existují dvě hlavní teorie vysvětlující tvorbu iontů v plynné fázi: model iontového odpařování (IEM) a model nabitých zbytků (CRM). IEM předpokládá, že jakmile průměr kapky dosáhne určité hodnoty, tak se intenzita elektrického pole na jejím povrchu zvětší natolik, že začne přispívat k desorpci solvatovaných iontů.
Podle CRM kapky elektrospreje podstupují cykly odpařování a štěpení, což vede ke vzniku drobných kapek obsahujících průměrně jeden ion analytu nebo i méně. Ionty v plynné fázi se vytvoří po odpaření zbývajících molekul rozpouštědla a výsledkem je analyt s nábojem původních kapek.

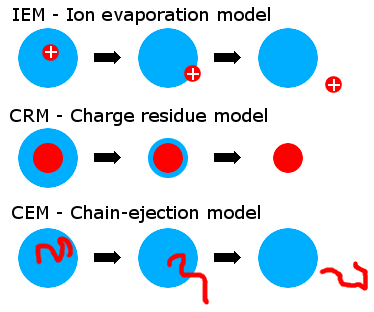
Přehled modelů IEM, CRM a CEM

Byla získána řada přímých i nepřímých důkazů o tom, že malé ionty (vzniklé z malých molekul) jsou do plynné fáze uvolňovány iontovým odpařováním, zatímco větší ionty (například odvozené od bílkovin) se vytváří mechanismem nabitých zbytků.
Existuje také třetí model, který spojuje oba výše uvedené. Pro nesložené bílkoviny byl navržen další model označovaný CEM. Ionty pozorované ve hmotnostní spektrometrii mohou být kvazimolekulární ionty vzniklé adicí vodíkového kationtu a být označovány [M + H]+, nebo jiného kationtu, například sodného (vzniklé ionty mají vzorec [M + Na]+) nebo odstraněním vodíkového kationtu (pak je vzorec iontu [M − H]−). Často bývají pozorovány rovněž ionty s vícenásobnými náboji ([M + nH]n+). U makromolekul může vznikat velké množství nabitých stavů, čímž se tvoří charakteristická obálka. Všechny tyto částice obsahují sudý počet elektronů: samotné elektrony nejsou na rozdíl od mnoha jiných ionizačních metod připojovány ani odštěpovány. Analyty někdy vstupují do elektrochemických dějů, které mění vzhled hmotnostního spektra. Tento jev je možné ukázat u přímé ionizace ušlechtilých kovů, jako jsou měď, stříbro a zlato, pomocí elektrospreje.
Účinnost tvorby iontů v plynné fázi u malých molekul závisí na struktuře sloučeniny, použitém rozpouštědle a vlastnostech přístroje.
Rozdíl v účinnosti ionizace může být více než milionnásobný.

## Varianty
Elektrospreje vznikající při nízkých průtocích vytvářejí menší původní kapky, což vede k vyšší účinnosti ionizace. V roce 1993 D. C. Gale a Richard D. Smith popsali výrazný nárůst citlivosti při nízkých průtocích vzorku, které se podařilo snížit až na 200 nl/min. V roce 1994 použily dvě výzkumné skupiny pro elektrospreje vznikající za nízkých průtoků označení mikroelektrosprej (mikrosprej). Emmett a Caprioli přišli na to, že výkonnost analýzy pomocí HPLC-MS lze zlepšit úpravou průtoku na 300–800 nl/min.
M. S. Wilm a M. Mann ukázali, že kapilární průtok o hodnotě kolem 25 nl/min může udržet velikost kapek elektrospreje na několika mikrometrech. Mann pro tento postup použil v roce 1996 označení nanoelektrosprej (nanosprej).
Hranice mezi elektrosprejem, mikrosprejem a nanosprejem není přesně určena. V jedné studii byly zkoumány „změny v rozdělení analytu během štěpení kapek před uvolněním iontů“. V této práci byly porovnávány výsledky získané třemi jinými skupinami, a následně byl měřen poměr intenzity signálu [Ba2+ + Ba+]/[BaBr+] při různých hodnotách průtoku.
Ionizace chladným sprejem je elektrosprejová ionizace, při které vzorek prochází tenkou chladnou kapilárou (o teplotě 10 až 80 °C) do elektrického pole, kde vytváří mlhu chladných nabitých kapek. Tato metoda se používá například při analýze málo odolných molekul a interakcí, které nelze zkoumat při použití běžné elektrosprejové ionizace.
Elektrosprejovou ionizaci lze provést i za tlaku okolo 3 kPa a vyšších teplot pomocí nanoelektrospreje v dvoufázovém rozhraní (SPIN); tento postup vyvinul Richard D. Smith. Zavedení metody SPIN umožnilo navýšit citlivost analýzy díky možnosti přesunout ionty do oblastí s nižším tlakem. Nanoelektrosprejové přístroje obsahují tenké kapiláry o vnitřním průměru 1 až 3 mikrometrů. K zajištění dostatečné vodivosti jsou tyto kapiláry pokryty vodivými materiály, například zlatem. Při nanoelektrosprejové ionizaci se použije pouze několik mikrolitrů vzorku a tvoří se menší kapky.
Provedení za nízkého tlaku je obzvláště vhodné pro nízké průtoky, kde menší velikost kapek elektrospreje umožňuje účinnou desolvataci a tvorbu iontů. Podařilo se dosáhnout až 50% účinnosti ionizace při přesunu iontů z kapalné do plynné fáze a přes duální rozhraní do hmotnostního spektrometru.

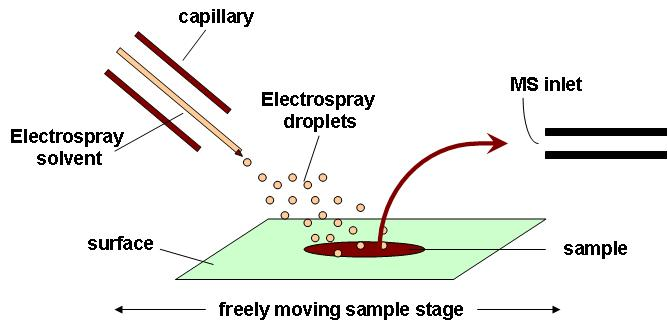
Diagram ionizátoru pro DESI

Tvorbu iontů lze také provést mimo hmotnostní spektrometr bez přípravy vzorku.
Desorpční elektrosprejová ionizace (DESI) je metoda ionizace, při níž je elektrosprej rozpouštědla nasměrován na vzorek.
Elektrosprej je přitahován povrchem vzorku díky působení elektrického napětí. Sloučeniny obsažené ve vzorku jsou extrahovány do rozpouštědla, které je opětovně aerosolizováno na nabité kapky, jež se odpařují a zanechávají vysoce nabité ionty. Po ionizaci procházejí ionty tlakovým rozhraním hmotnostního spektrometru. DESI umožňuje ionizaci za atmosférického tlaku s minimální přípravou vzorku.

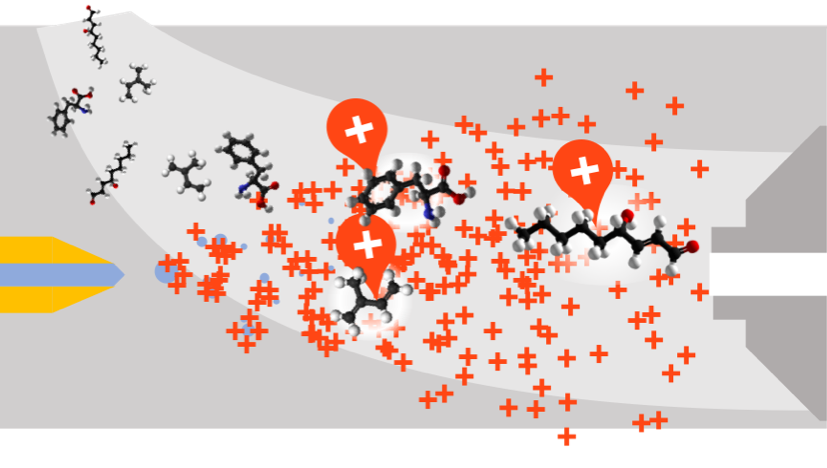
Diagram SESI ionizátoru

Další metodou je extrakční elektrosprejová ionizace, při které se používají dva spojené spreje, přičemž jeden z nich je vytvářen elektrosprejem.
Laserová elektrosprejová ionizace je dvoufázový postup, při kterém se používá pulsní laser k desorbci vzorku, který interaguje s elektrosprejem, čímž se tvoří ionty. Vzorek se shromažďuje na terči v blízkosti elektrospreje. Laser desorbuje nebo ablatuje materiál vzorku, ten se oddělí z povrchu a vstupuje do elektrospreje, kde vznikají ionty. Příklady metod založených na tomto postupu jsou elektrosprejová laserová desorpční ionizace, matricí asistovaná laserová desorpce s elektrosprejovou ionizací a elektrosprejová ionizace s laserovou ablací.
Elektrostatická sprejová ionizace (ESTASI) je metoda analýzy vzorků uložených na plochém či porézním povrchu, případně v mikrokanálu. Kapky obsahující analyty se ukládají do místa pro vzorek, na které je přivedeno pulsní vysoké napětí. Jakmile je elektrostatický tlak větší než povrchové napětí, tak se uvolní sprej iontů a kapek.
Při sekundární elektrosprejové ionizaci (SESI) se vytváří nabíjející ionty podobným způsobem jako elektrosprej. Tyto ionty následně srážkami nabíjí molekuly páry.
U papírové sprejové ionizace se vzorek aplikuje na kousek papíru, přidá se rozpouštědlo a na papír je přivedeno vysoké napětí, čímž začnou vznikat ionty.

## Použití

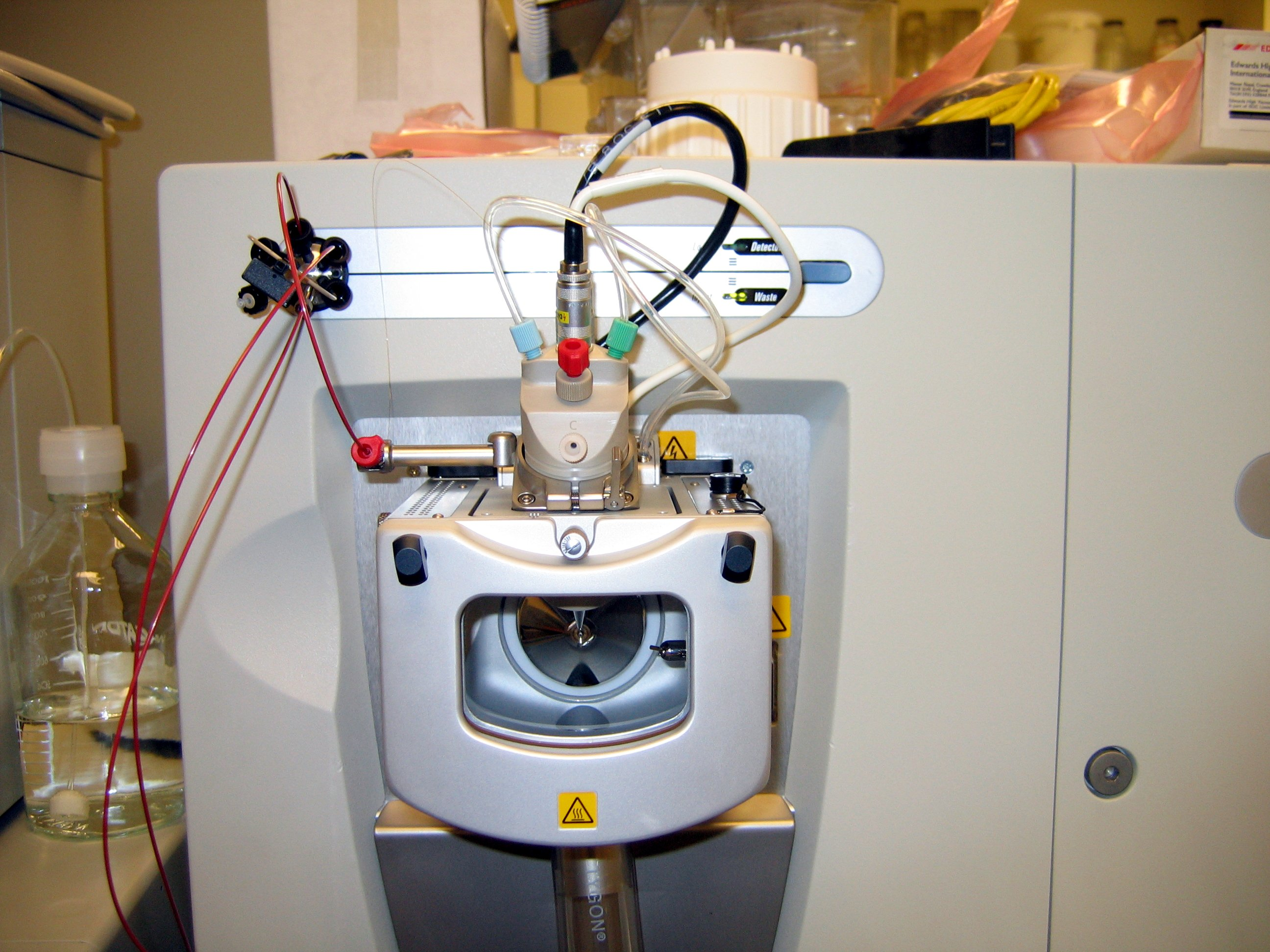
Vnější část elektrosprejového rozhraní u LTQ hmotnostního spektrometru

Elektrosprejová ionizace se používá při výzkumu skládání proteinů.

### Kapalinová chromatografie shmotnostní spektrometrií
Elektrosprejová ionizace je jedním z možných zdrojů iontů při spojení kapalinové chromatografie s hmotnostní spektrometrií (LC-MS). Analýzu je možné provést elucí vzorku z chromatografického sloupce přímo do elektrospreje nebo shromážděním částí vzorku, které jsou později analyzovány nanoelektrosprejovou hmotnostní spektrometrií. Jedním z řady provozních parametrů ESI-MS při analýze bílkovin je napětí elektrospreje. Byl také zkoumán vliv složení rozpouštědla, (například kyseliny trifluoroctové nebo octanu amonného či supernabíjejících činidel, derivatizující skupiny) či podmínek tvorby spreje na spektra LCMS s elektrosprejovou ionizací a na nanoESI-MS spektra.

### Kapilární elektroforéza shmotnostní spektrometrií (CE-MS)
Použití kapilární elektroforézy s hmotnostní spektrometrií s elektrosprejovým rozhraním vyvinul Richard D. Smith se svými spolupracovníky a potvrdil jeho využitelnost při analýze směsí malých molekul a rozšířil jej na úroveň celé biologické buňky.

### Výzkum nekovalentních interakcí v plynné fázi
Elektrosprejovou ionizaci je také možné využít k výzkumu nekovalentních interakcí v plynné fázi. Elektrosprejový proces může přenášet nekovalentní komplexy z kapalné do plynné fáze bez narušení nekovalentních interakcí. Při tomto použití se vyskytují potíže, jako jsou nespecifické interakce zjištěné při zkoumání ligand-substrátových komplexů pomocí ESI-MS nebo nanoESI-MS. Příkladem může být výzkum interakcí mezi enzymy a léčivy, která je inhibují.
Při studiích interakcí mezi STAT6 a inhibitory byla elektrosprejová ionizace použita jako nástroj k hledání možných nových léčiv.